# Centromyrmex sellaris
Centromyrmex sellaris é uma espécie de inseto do gênero Centromyrmex, pertencente à família Formicidae.